# Symbole de Chalcédoine
Le Symbole de Chalcédoine est une confession de foi datant de 451.
Il fut adopté par le IVe Concile œcuménique (Concile de Chalcédoine). Il définit l'union hypostatique des deux natures de Jésus-Christ exprimé dans l'extrait suivant :

## Texte français
« Suivant donc les saints Pères, nous enseignons tous unanimement que nous confessons un seul et même Fils, notre Seigneur Jésus-Christ, le même parfait en divinité, et le même parfait en humanité, le même vraiment Dieu et vraiment homme (composé) d'une âme raisonnable et d'un corps, consubstantiel au Père selon la divinité et le même consubstantiel à nous selon l'humanité, en tout semblable à nous sauf le péché, avant les siècles engendré du Père selon la divinité, et aux derniers jours le même (engendré) pour nous et pour notre salut de la Vierge Marie, Mère de Dieu selon l'humanité, un seul même Christ, Fils, Seigneur, Monogène, reconnu en deux natures, sans confusion, sans changement, sans division et sans séparation, la différence des deux natures n'étant nullement supprimée à cause de l'union, la propriété de l'une et l'autre nature étant bien plutôt sauvegardée et concourant à une seule personne et une seule hypostase, un Christ ne se fractionnant ni se divisant en deux personnes, mais en un seul et même Fils, unique engendré, Dieu Verbe, Seigneur Jésus-Christ. »

## Texte grec
Voici le même extrait dans sa version originale grecque :

« Ἑπόμενοι τοίνυν τοῖς ἁγίοις πατράσιν ἕνα καὶ τὸν αὐτὸν ὁμολογεῖν υἱὸν τὸν κύριον ἡμῶν Ἰησοῦν Χριστὸν συμφώνως ἅπαντες ἐκδιδάσκομεν, τέλειον τὸν αὐτὸν ἐν θεότητι καὶ τέλειον τὸν αὐτὸν ἐν ἀνθρωπότητι, θεὸν ἀληθῶς καὶ ἄνθρωπον ἀληθῶς τὸν αὐτὸν, ἐκ ψυχῆς λογικῆς καὶ σώματος, ὁμοούσιον τῷ πατρὶ κατὰ τὴν θεότητα, καὶ ὁμοούσιον τὸν αὐτὸν ἡμῖν κατὰ τὴν ἀνθρωπότητα, κατὰ πάντα ὅμοιον ἡμῖν χωρὶς ἁμαρτίας· πρὸ αἰώνων μὲν ἐκ τοῦ πατρὸς γεννηθέντα κατὰ τὴν θεότητα, ἐπ᾽ ἐσχάτων δὲ τῶν ἡμερῶν τὸν αὐτὸν δἰ ἡμᾶς καὶ διὰ τὴν ἡμετέραν σωτηρίαν ἐκ Μαρίας τῆς παρθένου τῆς θεοτόκου κατὰ τὴν ἀνθρωπότητα, ἕνα καὶ τὸν αὐτὸν Χριστόν, υἱόν, κύριον, μονογενῆ, ἐν δύο φύσεσιν, ἀσυγχύτως, ἀτρέπτως, ἀδιαιρέτως, ἀχωρίστως γνωριζόμενον· οὐδαμοῦ τῆς τῶν φύσεων διαφορᾶς ἀνῃρημένης διὰ τὴν ἕνωσιν, σωζομένης δὲ μᾶλλον τῆς ἰδιότητος ἑκατέρας φύσεως καὶ εἰς ἓν πρόσωπον καὶ μίαν ὑπὸστασιν συντρεχούσης, οὐκ εἰς δύο πρόσωπα μεριζόμενον ἢ διαιρούμενον, ἀλλ᾽ ἕνα καὶ τὸν αὐτὸν υἱὸν καὶ μονογενῆ, θεὸν λόγον, κύριον Ἰησοῦν Χριστόν· καθάπερ ἄνωθεν οἱ προφῆται περὶ αὐτοῦ καὶ αὐτὸς ἡμᾶς ὁ κύριος Ιησοῦς Χριστὸς ἐξεπαίδευσε καὶ τὸ τῶν πατέρων ἡμῖν παραδέδωκε σύμβολον. »

## Postérité
Cette confession de foi n'avait pas pour but de supplanter le Symbole de Nicée-Constantinople, mais d'en préciser les implications à la suite des questions christologiques soulevées successivement par les positions de Nestorius et d'Eutychès.
Lors du concile de Chalcédoine, la formulation de la confession de foi fut contestée par le patriarche Dioscore d'Alexandrie. La déposition (pour motif disciplinaire) du patriarche entraîna le refus par l'Église d'Alexandrie de toutes les décisions du concile, dont la confession de foi. L'Église d'Antioche, favorables à la formulation miaphysite (une seule nature unissant la nature divine et l'humanité) suivit l'Église d'Alexandrie dans son refus, créant ainsi la scission dite monophysite. L'Église d'Arménie, qui n'était pas représentée au concile de Chalcédoine, les rejoindra en 506.
Toutefois, la majorité des Églises reçurent les définitions du Concile de Chalcédoine. Elles furent parfois qualifiées de « Melkites » par leurs opposants.